# زيتاكت
زيتاكت رادار محمول على متن السفن المتقدمة في الثلاثينات، أستخدم في كريغسمارينه ألمانيا النازية خلال الحرب العالمية الثانية.

## تطوير
في ألمانيا في أواخر عشرينيات القرن العشرين، بدأ هانز هولمان العمل في مجال الموجات الدقيقة، والتي أصبحت فيما بعد أساسًا لجميع أنظمة الرادار تقريبًا. في عام 1935 نشر فيزياء وتقنيات الموجات الفائقة القصر، والتي تم التقاطها من قبل الباحثين في جميع أنحاء العالم. في ذلك الوقت كان أكثر اهتمامًا باستخدامها للاتصالات، لكنه هو وشريكه هانز كارل فون ويليسين عملوا أيضًا على أنظمة تشبه الرادار.
في عام 1928، بدأ هولمان وفون ويليسن وبول غونتر إربسلوه شركة Gesellschaft für elektroakustische und mechanische Apparate (GEMA). في خريف عام 1934، بنت GEMA أول نظام رادار تجاري للكشف عن السفن، على غرار النظام الذي طوره كريستيان هولسمير. تعمل في نطاق 50 سم يمكن أن يكشف السفن حتى 10  كم. قدمت هذه النسخة المبكرة من النظام تحذيرًا فقط من أن السفينة كانت في المنطقة المجاورة لاتجاه توجيه الهوائي، ولم تقدم اتجاهًا دقيقًا أو أي نوع من معلومات النطاق. كان الهدف هو توفير نظام مضاد للتصادم في الليل، في الضباب، وأوقات أخرى محدودة الرؤية.
بأمر من البحرية الألمانية، في صيف عام 1935، طوروا رادارًا نبضيًا يمكنهم من خلاله اكتشاف الطراد كونيجسبيرج على مسافة 8   كم، بدقة تصل إلى 50 م، وهو ما يكفي لوضع مدفع. يمكن للنظام نفسه أيضًا اكتشاف طائرة على ارتفاع 500 متر على مسافة 28   كم. لم تضيع الآثار العسكرية هذه المرة، وتم بناء الإصدارات البرية والبحرية كرادار فريا وزيتاكت. كانت أولوية البحرية في ذلك الوقت تتراوح بين كشف الأهداف والعقبات ليلا أو في الطقس السيئ كانت أهدافا ثانوية. في الواقع، لم يكن استخدامه في وضع السلاح، مثل رادار فورتسبورغ الذي تم تطويره للجيش الألماني، في البداية أولوية بالنسبة للبحرية الألمانية.
كان النظامان متشابهان بشكل عام، على الرغم من أن أنظمة زيتاكت المبكرة عملت على طول موجي 50 سم (600  ميجاهيرتز)، في حين تم تصميم فريا لنطاقات أطول بكثير واستخدم الطول الموجي 2.5متر الذي يمكن توليده بطاقة عالية باستخدام الإلكترونيات الموجودة.
أثبتت هذه الأنظمة المبكرة إشكالية، وتم تحسين نسخة جديدة تستخدم الطول الموجي 60 سم (500 ميجاهيرتز). تم طلب أربع وحدات وتركيبها على سفن كونيجسبيرج، الأدميرال جراف شبي وزورقي طوربيدات كبيرة (التي كانت في الخدمة الألمانية بحجم المدمرات الصغيرة). استخدم الأدميرال جراف شبي هذه الوحدة بنجاح ضد سفن الشحن في المحيط الأطلسي. في ديسمبر 1939، بعد قتال عنيف خلال معركة ريفر بليت، أصيب الأدميرال جراف شبي بأضرار بالغة وأغرق القبطان السفينة في الميناء المحايد قبالة مونتيفيديو أوروغواي. غرقت السفينة في المياه الضحلة بحيث كان هوائي الرادار الخاص بها لا يزال مرئيًا.
تبعت أنظمة زيتاكت ذات الطراز المبكر في عام 1939 إصدارًا معدلًا يعرف باسم Dete 1، يعمل بطول موجي بين 71 و81.5 سم (368 إلى 390 ميغاهيرتز) عند 8 كيلوواط في ذروته وتردد تكرار النبضة ل500 هرتز. أقصى مدى ضد هدف بحجم سفينة في البحر يصل إلى 22.0 كيلومتر (13.7 ميل) في يوم جيد، على الرغم من أن أكثر من نصف ذلك عادة. كان الأداء مشابهًا للنظام السابق، مع دقة نطاق تبلغ حوالي 50 م. كان هذا أكثر دقة إلى حد كبير. كانت أيضًا أفضل بكثير من معدات تحديد المدى البصرية النموذجية لذلك العصر، والتي عادة ما تكون دقيقة إلى حوالي 200 م في 20000م   وبحسب ما ورد كانت بعض أجهزة تحديد المدى البصرية الألمانية قادرة على دقة 40-50 مترًا في هذا النطاق، مما يساعد على تفسير سبب استمرار الألمان في الاعتماد على البصريات كمعداتهم الأساسية للعثور على المدى البحري لعدة سنوات في الحرب.

## قائمة المراجع
- Friedman، Norman (1981). Naval Radar. London: Conway Maritime Press. ISBN:0-85177-238-2.

## روابط خارجية
- تطوير الرادار في ألمانيا على موقع الرادار العالمي
- حرب الرادار (PDF) بقلم جيهارد هيبكي، مترجمة إلى الإنجليزية بقلم هانا ليبمان على موقع الرادار العالمي